# Альфонс Тілль
Альфонс Тілль (нім. Alfons Till; 2 серпня 1883, Брюнн — 2 квітня 1953, Відень) — австро-угорський, австрійський і німецький офіцер, генерал-майор запасу люфтваффе.

## Біографія
18 серпня 1905 року вступив в артилерію. Учасник Першої світової війни, з 1 листопада 1914 року — командир повітряної кулі. З 25 лютого 1918 року — командир роти артилерійських повітряних куль, потім займався ліквідацією запасних повітряних частин. Після війни продовжив службу в австрійській армії. З 1 лютого 1920 року служив на дирижаблях, з 1 листопада 1920 року — в штабі незалежного артилерійського полку. З 15 березня 1935 року служив в командуванні ППО. Після аншлюсу 15 березня 1938 року автоматично перейшов у люфтваффе, офіцер для особливих доручень при Імперському міністерстві авіації і головнокомандувачі люфтваффе. 31 жовтня 1938 року вийшов у відставку.

## Звання
- Лейтенант (18 серпня 1905)
- Оберлейтенант (1 травня 1910)
- Гауптман (1 серпня 1914)
- Майор (1 липня 1921)
- Оберстлейтенант (1 червня 1924)
- Оберст (24 грудня 1935)
- Генерал-майор запасу (31 жовтня 1938)

## Нагороди
- Ювілейний хрест
- Пам'ятний хрест 1912/13
- Бронзова медаль «За військові заслуги» (Австро-Угорщина) з мечами
- Хрест «За військові заслуги» (Австро-Угорщина) 3-го класу з військовою відзнакою і мечами
- Нагрудний знак авіатора
- Військовий Хрест Карла
- Залізний хрест 2-го класу
- Пам'ятна військова медаль (Австрія) з мечами
- Срібний почесний знак «За заслуги перед Австрійською Республікою»
- Хрест «За вислугу років» (Австрія) 2-го класу для офіцерів (25 років)
- Почесний хрест ветерана війни з мечами